# Ebenthal in Kärnten
Ebenthal in Kärnten es una localidad del distrito de Klagenfurt, en el estado de Carintia, Austria, con una población estimada a principio del año 2018 de 7851 habitantes. 
Se encuentra ubicada al sur del estado, cerca de la frontera con Eslovenia.